# Isla Arena
Isla Arena är en ö och en ort i Mexiko. Den ligger vid udden Punta Arena och tillhör kommunen Calkiní i delstaten Campeche, i den sydöstra delen av landet. Isla Arena hade 754 invånare år 2010 och arean är 0,82 kvadratkilometer.